# Léo Baptistão
Leonardo Carrilho Baptistão (Santos, 26 de agosto de 1992), conocido deportivamente como Léo Baptistão,  es un futbolista brasileño. Juega de delantero y su club es la U. D. Almería de la Segunda División de España.
Formado en el Rayo Vallecano, en 2 años pasó de jugar en el juvenil a hacerlo en Primera División en 2012. Un año después pasó al Atlético de Madrid por aproximadamente siete millones de euros.

## Trayectoria

### Inicios
Nacido en Santos, Brasil, comenzó a jugar al fútbol en Portuguesa Santista, junto a Neymar. Leo se incorporó a las categorías inferiores del Rayo Vallecano en la temporada 2008-09 con apenas 16 años. Al poco tiempo Leo sufrió una hepatitis por la que regresó a Brasil para recuperarse, puesto que su padre es médico. Al volver, la federación española le denegó la ficha con el juvenil vallecano por lo que se le buscó una cesión al CD San Fernando de Henares.

### Rayo Vallecano
Ya en 2010 formó parte del equipo juvenil del Rayo Vallecano en División de honor, equipo en el que coincidió con Lass Bangoura entre otros. En la siguiente temporada (2011-12), y después de hacer la pretemporada con el primer equipo, pasó a formar parte del filial franjirrojo en la Segunda División B pero una lesión de clavícula que se produjo en su debut con el primer equipo en el Estadio de Vallecas durante el Trofeo de Vallecas y una posterior recaída unos meses después hicieron que no tuviera su mejor temporada.
La temporada 2012-13 también realizó la pretemporada con el Rayo Vallecano intentando buscar un puesto en el equipo de Paco Jémez. El 25 de agosto de 2012 debutó en Primera División en el Benito Villamarín en la victoria por 1-2 del Rayo Vallecano contra el Real Betis, asistiendo a Piti en el primer gol y marcando el segundo, que sería su primer gol en Primera División. El 19 de abril de 2013, en el Iberostar Estadi de Mallorca, sufrió una caída y se rompió la clavícula una vez más. Con esto puso fin a una temporada de ensueño en la que fue uno de los jugadores revelación de la Liga.

### Atlético de Madrid
El 3 de junio de 2013 el Rayo Vallecano confirmó en su web la venta del jugador brasileño al club colchonero. Según la prensa el traspaso se cifró en 7 millones de euros. Además, el club vallecano tendría una opción preferente de cesión sobre el jugador.
El 17 de agosto de 2013, en la primera jornada de Liga, Leo debutó con el Atlético de Madrid. Entró al campo en el minuto 70 sustituyendo al también debutante David Villa cuando el partido iba empate a uno y contribuyó a que el club colchonero se llevara la victoria por uno a tres. El 18 de septiembre debutó con el Atlético en la Liga de Campeones en la victoria 3 a 1 del club colchonero frente al Zenit de San Petersburgo. Entró al campo en el minuto 76 y marcó el 3 a 1 definitivo.

### Real Betis
El 10 de enero Leo fue cedido al Real Betis hasta el final de temporada por cerca de un millón de euros y la asunción de la ficha por parte del club verdiblanco. Solo dos días después debutó con su nuevo club en la derrota por uno a dos ante Osasuna. El 8 de marzo anotó su primer gol con la camiseta verdiblanca en la victoria por dos a cero ante el Getafe. Pese a la participación de Leo en la segunda mitad de la temporada, no pudo evitar que el Betis acabara en la última posición de la tabla y descendiera de categoría.

### Vuelta a Vallecas
En la temporada 2014-15 el Atlético de Madrid volvió a ceder a Leo. Esta vez el acuerdo se realizó con el Rayo Vallecano volviendo al club en el que se había formado. Realizó una temporada similar a la de su primer año en la máxima categoría. Anotó siete goles en 26 partidos y consiguió junto a su equipo mantener la categoría un año más.

### Villarreal C. F. y R. C. D. Espanyol
En la temporada 2015-16 Baptistão fue cedido al Villarreal.
El 9 de julio de 2016 el Real Club Deportivo Espanyol confirmó en su web el fichaje del jugador por 7 millones.

### China y Brasil
El 31 de enero de 2019 ficha por el Wuhan Zall F. C. de la Superliga China. Estaba viviendo en la ciudad cuando surgió la pandemia originada por el COVID-19.
En agosto de 2021 retornó a su país y se integró a la plantilla del Santos F. C.

### Regreso a España
El 11 de agosto de 2022 se hizo oficial su vuelta al fútbol español después de fichar por la U. D. Almería para las siguientes cuatro temporadas.

## Estadísticas

### Clubes
Actualizado hasta su último partido disputado el 11 de junio de 2025.
| Club                         | Div.          | Temporada     | Liga  | Liga  | Liga   | Copas nacionales | Copas nacionales | Copas nacionales | Torneos internacionales | Torneos internacionales | Torneos internacionales | Total | Total | Total  |
| Club                         | Div.          | Temporada     | Part. | Goles | Asist. | Part.            | Goles            | Asist.           | Part.                   | Goles                   | Asist.                  | Part. | Goles | Asist. |
| ---------------------------- | ------------- | ------------- | ----- | ----- | ------ | ---------------- | ---------------- | ---------------- | ----------------------- | ----------------------- | ----------------------- | ----- | ----- | ------ |
| Rayo Vallecano "B" · España  | 1.ª F         | 2011-12       | 17    | 4     | 0      | —                | —                | —                | —                       | —                       | —                       | 17    | 4     | 0      |
| Rayo Vallecano "B" · España  | Total club    | Total club    | 17    | 4     | 0      | 0                | 0                | 0                | 0                       | 0                       | 0                       | 17    | 4     | 0      |
| Rayo Vallecano · España      | 1.ª           | 2012-13       | 28    | 7     | 7      | 1                | 0                | 0                | —                       | —                       | —                       | 29    | 7     | 7      |
| Atlético de Madrid · España  | 1.ª           | 2013-14       | 5     | 0     | 1      | 3                | 0                | 0                | 3                       | 1                       | 0                       | 11    | 1     | 1      |
| Atlético de Madrid · España  | Total club    | Total club    | 5     | 0     | 1      | 3                | 0                | 0                | 3                       | 1                       | 0                       | 11    | 1     | 1      |
| Real Betis Balompié · España | 1.ª           | 2013-14       | 17    | 1     | 1      | 1                | 0                | 0                | 4                       | 1                       | 2                       | 22    | 2     | 3      |
| Real Betis Balompié · España | Total club    | Total club    | 17    | 1     | 1      | 1                | 0                | 0                | 4                       | 1                       | 2                       | 22    | 2     | 3      |
| Rayo Vallecano · España      | 1.ª           | 2014-15       | 25    | 7     | 1      | 1                | 0                | 0                | —                       | —                       | —                       | 26    | 7     | 1      |
| Rayo Vallecano · España      | Total club    | Total club    | 53    | 14    | 8      | 2                | 0                | 0                | 0                       | 0                       | 0                       | 55    | 14    | 8      |
| Villarreal C. F. · España    | 1.ª           | 2015-16       | 26    | 3     | 2      | 2                | 1                | 0                | 6                       | 2                       | 0                       | 34    | 6     | 2      |
| Villarreal C. F. · España    | Total club    | Total club    | 26    | 3     | 2      | 2                | 1                | 0                | 6                       | 2                       | 0                       | 34    | 6     | 2      |
| R. C. D. Espanyol · España   | 1.ª           | 2016-17       | 21    | 6     | 6      | 1                | 0                | 1                | —                       | —                       | —                       | 22    | 6     | 7      |
| R. C. D. Espanyol · España   | 1.ª           | 2017-18       | 36    | 8     | 3      | 4                | 1                | 0                | —                       | —                       | —                       | 40    | 9     | 3      |
| R. C. D. Espanyol · España   | 1.ª           | 2018-19       | 20    | 2     | 2      | 4                | 1                | 0                | —                       | —                       | —                       | 24    | 3     | 2      |
| R. C. D. Espanyol · España   | Total club    | Total club    | 77    | 16    | 11     | 9                | 2                | 1                | 0                       | 0                       | 0                       | 86    | 18    | 12     |
| Wuhan F. C. China            | 1.ª           | 2019          | 27    | 7     | 2      | —                | —                | —                | —                       | —                       | —                       | 27    | 7     | 2      |
| Wuhan F. C. China            | 1.ª           | 2020          | 17    | 2     | 3      | —                | —                | —                | —                       | —                       | —                       | 17    | 2     | 3      |
| Wuhan F. C. China            | 1.ª           | 2021          | 2     | 0     | 0      | —                | —                | —                | —                       | —                       | —                       | 2     | 0     | 0      |
| Wuhan F. C. China            | Total club    | Total club    | 46    | 9     | 5      | 0                | 0                | 0                | 0                       | 0                       | 0                       | 46    | 9     | 5      |
| Santos F. C. · Brasil        | 1.ª           | 2021          | 8     | 0     | 0      | —                | —                | —                | —                       | —                       | —                       | 8     | 0     | 0      |
| Santos F. C. · Brasil        | 1.ª           | 2022          | 17    | 5     | 2      | 10               | 1                | 0                | 3                       | 1                       | 0                       | 30    | 7     | 2      |
| Santos F. C. · Brasil        | Total club    | Total club    | 25    | 5     | 2      | 10               | 1                | 0                | 3                       | 1                       | 0                       | 38    | 7     | 2      |
| U. D. Almería · España       | 1.ª           | 2022-23       | 28    | 5     | 2      | —                | —                | —                | —                       | —                       | —                       | 28    | 5     | 2      |
| U. D. Almería · España       | 1.ª           | 2023-24       | 32    | 6     | 0      | 2                | 0                | 0                | —                       | —                       | —                       | 34    | 6     | 0      |
| U. D. Almería · España       | 2.ª           | 2024-25       | 39    | 10    | 5      | 2                | 1                | 0                | —                       | —                       | —                       | 41    | 11    | 5      |
| U. D. Almería · España       | Total club    | Total club    | 99    | 21    | 7      | 4                | 1                | 0                | 0                       | 0                       | 0                       | 103   | 22    | 7      |
| Total carrera                | Total carrera | Total carrera | 365   | 73    | 37     | 31               | 5                | 1                | 16                      | 5                       | 2                       | 412   | 83    | 40     |
| 1. 2.                        |               |               |       |       |        |                  |                  |                  |                         |                         |                         |       |       |        |